# Cyrtodactylus loriae
Cyrtodactylus loriae är en ödleart som beskrevs av  George Albert Boulenger 1897. Cyrtodactylus loriae ingår i släktet Cyrtodactylus och familjen geckoödlor. Inga underarter finns listade i Catalogue of Life.